# Mistrzostwa Świata w Gimnastyce Akrobatycznej 2018
Mistrzostwa Świata w Gimnastyce Akrobatycznej 2018 – zawody gimnastyczne rozegrane w dniach 13-15 kwietnia w Lotto Arenie w Antwerpii. Odbyło się sześć konkurencji. Finały w konkurencjach par i grup zostały poprzedzone kwalifikacjami. Natomiast klasyfikacja drużyn została sporządzona na podstawie trzech najlepszych wyników każdej reprezentacji z pięciu konkurencji.

## Medaliści
| Konkurencja    | Złoto                                                                    | Wynik  | Srebro                                                           | Wynik  | Brąz                                                                                   | Wynik  |
| Pary mężczyzn  | Rosja · Igor Miszew · Nikołaj Suprunow                                   | 29,490 | Korea Północna · Kong Yong-won · Ri Hyo-song                     | 29,420 | Wielka Brytania · Charlie Tate · Adam Upcott                                           | 28,950 |
| Pary kobiet    | Rosja · Daria Guriewa · Daria Kalinina                                   | 29,830 | Korea Północna · Jong Kum-hwa · Pyon Yun-ae                      | 29,120 | Izrael · Mika Lefkowic · Roni Surzon                                                   | 29,100 |
| Pary mieszane  | Rosja · Marina Czernowa · Gieorgij Pataraja                              | 30,640 | Białoruś · Konstantin Jewstafiejew · Hanna Kasjan                | 29,330 | Belgia · Bram Röttger · Marte Snöck                                                    | 29,180 |
| Grupy mężczyzn | Izrael · Lidar Dana · Jannaj Kalfa · Efi Efrajm Sacz · Daniel Uralewitcz | 30,540 | Chiny · Fu Zhi · Guo Pei · Jiang Heng · Zhang Junshuo            | 30,230 | Rosja · Gierman Kudriaszow · Aleksander Sorokin · Walerij Tuchaszwili · Kiriłł Zadorin | 30,130 |
| Grupy kobiet   | Rosja · Daria Czebułanka · Polina Płastinina · Ksenija Zagoskina         | 30,060 | Białoruś · Julia Iwończyk · Weranika Nabokina · Karina Sandowicz | 29,430 | Chiny · Duan Yushan · Ji Qiuqiong · Liu Jieyu                                          | 29,140 |
| Drużyny        | Rosja                                                                    | 57     | Izrael                                                           | 49     | Białoruś                                                                               | 49     |

## Klasyfikacja medalowa
| Pozycja | Reprezentacja   | Złoto | Srebro | Brąz | Razem |
| ------- | --------------- | ----- | ------ | ---- | ----- |
| 1.      | Rosja           | 5     | 0      | 1    | 6     |
| 2.      | Izrael          | 1     | 1      | 1    | 3     |
| 3.      | Białoruś        | 0     | 2      | 1    | 3     |
| 4.      | Korea Północna  | 0     | 2      | 0    | 2     |
| 5.      | Chiny           | 0     | 1      | 1    | 2     |
| 6.      | Belgia          | 0     | 0      | 1    | 1     |
| 6.      | Wielka Brytania | 0     | 0      | 1    | 1     |
| Razem   | Razem           | 6     | 6      | 6    | 18    |

## Polacy
W zawodach wzięło udział siedmioro polskich gimnastyków (trzej mężczyźni i cztery kobiety) w trzech konkurencjach.
| Zawodnik                                 | Konkurencja   | Kwalifikacje  | Kwalifikacje  | Finał                   | Finał                   |
| Zawodnik                                 | Konkurencja   | Wynik         | Pozycja       | Wynik                   | Pozycja                 |
| ---------------------------------------- | ------------- | ------------- | ------------- | ----------------------- | ----------------------- |
| Dominik Poźniak Aleksander Szczerbaty    | Pary mężczyzn | 78,540        | 12.           | Nie zakwalifikowali się | Nie zakwalifikowali się |
| Angelika Kowalewska Maciej Zabierowski   | Pary mieszane | 79,330        | 10.           | 26,330                  | 8.                      |
| Emilia Plewnia Magda Rajtor Marta Śrutwa | Grupy kobiet  | Nie ukończyły | Nie ukończyły | Nie zakwalifikowały się | Nie zakwalifikowały się |
| Polska                                   | Drużyny       | –             | –             | Nie ukończyli           | Nie ukończyli           |